# Argagnon
Argagnon là một xã thuộc tỉnh Pyrénées-Atlantiques trong vùng Aquitaine ở tây nam nước Pháp. Xã này nằm ở khu vực có độ cao trung bình 106 mét trên mực nước biển.
Theo điều tra dân số của INSEE năm 2006, xã có dân số 707 người.